# Pierre François Gilbert Castella
Pour les articles homonymes, voir Castella.
Pierre François Gilbert Castella, né le 2 août 1751 à Rabastens (Tarn), mort le 9 avril 1825 à Paris, est un général français de la révolution et de l’Empire.

## États de service
Il entre en service le 1er octobre 1773, comme garde dans la compagnie des gardes du corps du comte d’Artois. 
Le 1er avril 1776, il passe comme sous-lieutenant dans le régiment de la Guadeloupe et il fait les campagnes de 1777 à 1785 aux Indes Occidentales où il se signale à l’affaire de Sainte-Lucie, après laquelle, il est nommé capitaine le 19 mars 1780 sur recommandation du comte d’Estaing. Embarqué sur le vaisseau le Zélé, il prend part au combat naval livré par le comte de Grace à l’amiral Hood.
Le 26 janvier 1781 il est promu major pour sa conduite au siège de Saint-Christophe et le 1er avril 1785, il prend le commandement d’une compagnie de grenadiers à la Guadeloupe. Le 16 avril 1789, il est affecté au régiment de la Martinique, reçoit la croix de chevalier de Saint-Louis le 5 octobre 1791 et il sert dans cette colonie jusqu’en 1792. 
Lieutenant-colonel au 110e régiment d’infanterie le 16 novembre 1792, il se réfugie aux États-Unis lors de la prise de la Martinique par les Anglais.
De retour en France en l’an V, il obtient le 3 prairial an VII (22 mai 1799), un poste de capitaine dans la 28e demi-brigade d'infanterie de ligne tout en conservant son grade de chef de bataillon. Il fait les campagnes de l’an VII à l’armée du Danube et le 7 germinal an VIII (28 mars 1800) il rejoint l’état-major général de l’armée d’Italie. Il est nommé adjudant général sur le champ de bataille, par le général Suchet à la suite de l’affaire du pont du Var le 2 prairial an VIII (22 mai 1800). Il se distingue aux deux passages du Mincio, à la bataille de Pozzolo et à Mozambano les 4 et 5 Nivose an IX (25 et 26 décembre 1800).
Le 15 pluviôse an X (4 février 1802), il est autorisé à passer en Martinique comme général de brigade provisoire, il débarque à Fort-de-France le 18 messidor (7 juillet 1802) et il est confirmé dans son grade le 27 frimaire an XI (18 décembre 1802), il est fait chevalier de la Légion d’honneur le 4 germinal an XII (25 mars 1804), et commande la colonie jusqu’au 1er vendémiaire an XIII (23 septembre 1804).
De retour en France, il est employé à Mantoue le 4e jour complémentaire de l’an XIII et il fait les campagnes de l’an XIV à 1807 avec la Grande Armée, en 1809 il sert à l’armée d’Italie. Le 14 novembre 1811, il obtient un commandement dans la 18e division militaire et le 22 juillet 1812, il fait partie de la Grande Armée et au mois d’octobre il prend le commandement de la place de Pillau. Le 27 janvier 1813, devant l’avance russe et le faible effectif dont il dispose, il signe une convention avec les Prussiens et quitte la forteresse de Pillau avec ses troupes. Mis en arrestation à son retour en France sur ordre de l’empereur, il est traduit devant une commission d’enquête qui, dans un rapport du 16 juillet 1813, fait connaître la conduite honorable de l’intéressé et l’impossibilité où il s’est retrouvé d’agir autrement.
Rendu à la liberté le 18 décembre 1813, il se retire à Versailles pour soigner sa santé. Le 2 mars 1814, on lui confie le commandement du département du Pas-de-Calais et le 31 août suivant, il est remis en non activité par le gouvernement royal. Il est fait officier de la Légion d’honneur par Louis XVIII le 24 décembre 1814 et admis à la retraite le même jour.
Il meurt le 9 avril 1825 à Paris.

## Sources
- Thierry Pouliquen, « Les généraux français et étrangers ayant servis [sic] dans la Grande Armée » (consulté le 27 juin 2013)
- http://www.napoleon-series.org/research/frenchgenerals/c_frenchgenerals7.html
- A. Liévyns, Fastes de la Légion-d'honneur, biographie de tous les décorés, accompagnée de l'histoire législative et réglementaire de l'ordre, bureau de l'administration, janvier 1844, 640 p. (lire en ligne), p. 308.